# Kid Krow
| Recensione | Giudizio |
| ---------- | -------- |
| AllMusic   |          |
| DIY        |          |

Kid Krow è il primo album in studio del cantante statunitense Conan Gray, pubblicato il 20 marzo 2020 dalla Republic.

## Promozione
Al fine di promuovere l'album, il cantante sarebbe stato impegnato con il Kid Krow World Tour, con concerti a partire dal 29 ottobre 2019 al 16 ottobre 2020, posticipati successivamente a causa della pandemia di COVID-19.

## Tracce
Testi e musiche di Conan Gray, eccetto dove indicato.
1. Comfort Crowd – 2:54 (Conan Gray, Daniel Nigro)
2. Wish You Were Sober – 2:48 (Conan Gray, Daniel Nigro)
3. Maniac – 3:05 (Conan Gray, Daniel Nigro)
4. (Online Love) – 0:37
5. Checkmate – 2:28
6. The Cut That Always Bleeds – 3:51
7. Fight or Flight – 2:51
8. Affluenza – 3:19 (Conan Gray, Daniel Nigro)
9. (Can We Be Friends?) – 0:57
10. Heather – 3:18
11. Little League – 3:14 (Conan Gray, Benjamin Berger, Ryan McMahon, Ryan Rabin)
12. The Story – 4:05

Tracce bonus nell'edizione Decomposed
1. Bed Rest – 4:08
2. The Cut That Always Bleed (Live) – 3:58
3. Heather (Lost Verse) (Live) – 3:59

## Formazione
Musicisti
- Conan Gray – voce, cori (tracce 1-3, 5-8, 10 e 12), chitarra acustica (tracce 4 e 9)
- Dan Nigro – chitarra acustica (tracce 1, 5, 10 e 12), basso (tracce 1-3, 6-8, 10 e 12), programmazione della batteria (tracce 1-3, 5-8, 10 e 12), chitarra elettrica (tracce 1-3, 5, 7, 8, 10 e 12), sintetizzatore (tracce 1, 2, 5-8, 10 e 12), chitarra (traccia 3 e 6), pianoforte (tracce 3, 6, 8 e 12), cori (tracce 6, 8, 10 e 12), tastiera (tracce 6 e 8)
- Sterling Laws – batteria (traccia 1, 6 e 7)
- Ryan Linvill – programmazione della batteria (tracce 1 e 5), basso elettrico (traccia 5), basso (traccia 7)
- Erick Serna – chitarra elettrica (traccia 7)
- Jam City – programmazione della batteria, chitarra e programmazione (traccia 10)
- Benjamin Berger – cori, basso, batteria, chitarra, tastiera e programmazione (traccia 11)
- Ryan McMahon – cori, basso, batteria, chitarra, tastiera e programmazione (traccia 11)
- Ryan Rabin – cori, basso, batteria, chitarra, tastiera e programmazione (traccia 11)
- Kathleen – cori (traccia 12)

Produzione
- Dan Nigro – produzione e ingegneria del suono (tracce 1-3, 5-10 e 12), missaggio (traccia 9)
- Chris Kaysch – assistenza all'ingegneria di registrazione (traccia 1), ingegneria del suono (tracce 6 e 7)
- Randy Merrill – mastering
- Mitch McCarthy – missaggio (tracce 1, 6, 7, 8, 10 e 12)
- John Hanes – ingegneria del suono (tracce 2, 3 e 11)
- Șerban Ghenea – missaggio (tracce 2, 3 e 11)
- Conan Gray – produzione (traccia 4)
- Mark "Spike" Stent – missaggio (traccia 5)
- Michael Freeman – assistenza al missaggio (traccia 5)
- Jasmine Chen – assistenza all'ingegneria di registrazione (tracce 6 e 7)
- Jam City – produzione aggiuntiva e ingegneria del suono (traccia 10)
- Captain Cuts – produzione (traccia 11)
- Oscar Neidhardt – editing vocale e ingegneria del suono (traccia 11)

## Successo commerciale
Negli Stati Uniti d'America ha esordito alla 5ª posizione nella Billboard 200 statunitense, dopo aver venduto nella sua prima settimana 49 000 unità, di cui 37 000 sono vendite pure (incluse quelle acquistate insieme ai biglietti per il tour o ad altri articoli disponibili sul sito del cantante venduti insieme all'album).
Nella classifica britannica, Kid Krow ha debuttato alla 30ª posizione grazie a 2 393 unità di vendita, fra cui 799 vendite pure.

## Classifiche

### Classifiche settimanali
| Classifica (2020) | Posizione massima |
| ----------------- | ----------------- |
| Australia         | 26                |
| Austria           | 60                |
| Belgio (Fiandre)  | 49                |
| Canada            | 5                 |
| Estonia           | 10                |
| Finlandia         | 27                |
| Irlanda           | 20                |
| Islanda           | 27                |
| Lettonia          | 64                |
| Lituania          | 11                |
| Norvegia          | 33                |
| Nuova Zelanda     | 32                |
| Paesi Bassi       | 27                |
| Polonia           | 28                |
| Portogallo        | 38                |
| Regno Unito       | 30                |
| Spagna            | 39                |
| Stati Uniti       | 5                 |
| Svezia            | 52                |

### Classifiche di fine anno
| Classifica (2020) | Posizione |
| ----------------- | --------- |
| Stati Uniti       | 180       |